# Steve Perryman
Steve Perryman (født 21. december 1951) er en engelsk fodboldspiller.

## Englands fodboldlandshold
| Englands landshold | Englands landshold | Englands landshold |
| År                 | Kmp                | Mål                |
| ------------------ | ------------------ | ------------------ |
| 1982               | 1                  | 0                  |
| Total              | 1                  | 0                  |